# Rally Islas Canarias de 2025
El Rally Islas Canarias de 2025, oficialmente 49.º Rally Islas Canarias - Rally of Spain, fue la cuadragésimo novena edición y la cuarta ronda de la temporada 2025 del Campeonato Mundial de Rally. Se celebró del 24 al 27 de abril y contó con un itinerario de dieciocho tramos sobre asfalto que sumaron un total de 301,30 km cronometrados. Esta prueba fue también la cuarta ronda de los campeonatos WRC-2 y WRC-3.
El ganador de la primera edición mundialista del Rally Islas Canarias fue el finés Kalle Rovanperä quien consiguió su segunda victoria sobre asfalto y la 16.º de su carrera. Las carreteras técnicas de asfalto de Gran Canaria y los serpenteantes pasos de montaña de gran canaria representaron un reto único y desconocido para coches, tripulaciones y equipos. Pero Rovanperä encontró inmediatamente un ritmo que nadie más podía igualar, ganando 15 de las 18 etapas cronometradas en itinerario de 301,30 kilómetros. Salió de la isla con el máximo de 35 puntos, gracias a su ritmo a través del Súper Sunday y el Power Stage. El triunfo de Rovanperä, sólo su segundo en asfalto, fue asegurado por 53.5 sobre su compañero de equipo del Toyota Gazoo Racing WRT, Sébastien Ogier y marcó su regreso al primer escalón por primera vez desde el Rally Chile BIOBÍO hace siete meses. Elfyn Evans completó el podio, a 23.6 segundos de Ogier, ampliando aún más su ventaja en el campeonato, mientras que Takamoto Katsuta redondeó el 1-2-3-4 de los Toyota GR Yaris Rally1, terminando 45.8 segundos detrás de Evans.
En el WRC-2, el ganador fue el francés Yohan Rossel quien consiguió su segunda victoria de la temporada en la categoría. Rossel lideró de principio a fin a través de las carreteras canarias durante los tres días, cronometró los tiempos más rápidos en 13 de las 18 especiales cronometradas. El francés mantuvo su impresionante ritmo hasta el final del domingo para ampliar aún más su ventaja sobre Alejandro Cachón, el piloto español mejor colocado, que terminó a 29,5 segundos del francés. Cachón puede haber perdido la victoria general del WRC-2, pero sí se adjudicó la victoria en la categoría WRC-2 Challenger a bordo de su Toyota GR Yaris Rally2. Nikolay Gryazin completó el podio general, terminando a 18.2 segundos de Cachón en su Škoda Fabia RS Rally2.
En el WRC-3, los pilotos franceses dieron la nota al lograr copar todos los puestos del podio con Mattéo Chatillon ocupando el escalón más alto del podio a los mandos de su Renault Clio Rally3. Arthur Pelamourgues con otro Clio Rally3,  consiguió la segunda posición tras luchar contra varios contratiempos durante todo el fin de semana. Mientras que Ghjuvanni Rossi a los mandos de su Ford Fiesta Rally3 terminó ocupando la última posición del podio.

## Lista de inscritos
| Num.                       | Piloto                   | Copiloto                 | Equipo                     | Automóvil                | Neu.                     |
| World Rally Championship   | World Rally Championship | World Rally Championship | World Rally Championship   | World Rally Championship | World Rally Championship |
| -------------------------- | ------------------------ | ------------------------ | -------------------------- | ------------------------ | ------------------------ |
| 1                          | Thierry Neuville         | Martijn Wydaeghe         | Hyundai Shell Mobis WRT    | Hyundai i20 N Rally1     | H                        |
| 5                          | Sami Pajari              | Marko Salminen           | Toyota Gazoo Racing WRT2   | Toyota GR Yaris Rally1   | H                        |
| 8                          | Ott Tänak                | Martin Järveoja          | Hyundai Shell Mobis WRT    | Hyundai i20 N Rally1     | H                        |
| 13                         | Grégoire Munster         | Louis Louka              | M-Sport Ford WRT           | Ford Puma Rally1         | H                        |
| 16                         | Adrien Fourmaux          | Alexandre Coria          | Hyundai Shell Mobis WRT    | Hyundai i20 N Rally1     | H                        |
| 17                         | Sébastien Ogier          | Vincent Landais          | Toyota Gazoo Racing WRT    | Toyota GR Yaris Rally1   | H                        |
| 18                         | Takamoto Katsuta         | Aaron Johnston           | Toyota Gazoo Racing WRT    | Toyota GR Yaris Rally1   | H                        |
| 33                         | Elfyn Evans              | Scott Martin             | Toyota Gazoo Racing WRT    | Toyota GR Yaris Rally1   | H                        |
| 55                         | Josh McErlean            | Eoin Treacy              | M-Sport Ford WRT           | Ford Puma Rally1         | H                        |
| 69                         | Kalle Rovanperä          | Jonne Halttunen          | Toyota Gazoo Racing WRT    | Toyota GR Yaris Rally1   | H                        |
| World Rally Championship 2 |                          |                          |                            |                          |                          |
| 21                         | Yohan Rossel             | Arnaud Dunand            | PH Sport                   | Citroën C3 Rally2        | H                        |
| 22                         | Léo Rossel               | Guillaume Mercoiret      | PH Sport                   | Citroën C3 Rally2        | H                        |
| 23                         | Jan Černý                | Jan Hloušek              | Jan Černý                  | Citroën C3 Rally2        | H                        |
| 24                         | Roberto Daprà            | Luca Guglielmetti        | Roberto Daprà              | Škoda Fabia RS Rally2    | H                        |
| 25                         | Romet Jürgenson          | Siim Oja                 | FIA Rally Star             | Ford Fiesta Rally2       | H                        |
| 26                         | Maxime Potty             | Renaud Herman            | Maxime Potty               | Citroën C3 Rally2        | H                        |
| 27                         | Yuki Yamamoto            | James Fulton             | Toyota Gazoo Racing WRT NG | Toyota GR Yaris Rally2   | H                        |
| 28                         | Nikolay Gryazin          | Konstantin Aleksandrov   | Toksport WRT               | Škoda Fabia RS Rally2    | H                        |
| 29                         | Emil Lindholm            | Reeta Hämäläinen         | Toksport WRT               | Škoda Fabia RS Rally2    | H                        |
| 30                         | Mathieu Franceschi       | Lucie Baud               | Mathieu Franceschi         | Toyota GR Yaris Rally2   | H                        |
| 31                         | Alejandro Cachón         | Borja Rozada             | Toyota España              | Toyota GR Yaris Rally2   | H                        |
| 32                         | Diego Ruiloba            | Ángel Vela               | Diego Ruiloba              | Citroën C3 Rally2        | H                        |
| 34                         | Efrén Llarena            | Sara Fernández           | Efrén Llarena              | Citroën C3 Rally2        | H                        |
| 35                         | Diego Dominguez Jr.      | Rogelio Peñate           | Diego Dominguez Jr.        | Toyota GR Yaris Rally2   | H                        |
| 36                         | Luis Monzón              | José Carlos Déniz        | Auto-Laca Competición      | Citroën C3 Rally2        | H                        |
| 37                         | Yeray Lemes              | Aitor Cambeiro           | C.D. Todo Sport            | Citroën C3 Rally2        | H                        |
| 38                         | Roberto Blach            | Mauro Barreiro           | Roberto Blach              | Škoda Fabia RS Rally2    | H                        |
| 39                         | Fabio Schwarz            | Bernhard Ettel           | Fabio Schwarz              | Toyota GR Yaris Rally2   | H                        |
| 40                         | Raúl Hernández           | José Murado              | Raúl Hernández             | Škoda Fabia RS Rally2    | H                        |
| 42                         | Philip Allen             | Craig Drew               | Philip Allen               | Škoda Fabia RS Rally2    | H                        |
| 44                         | Antonio Forné            | Axel Coronado            | Escudería Costa Brava      | Škoda Fabia Rally2 evo   | H                        |
| 45                         | Hikaru Kogure            | Topi Matias Luhtinen     | Toyota Gazoo Racing WRT NG | Toyota GR Yaris Rally2   | H                        |
| 46                         | Roberto Rodríguez        | Alba Rodríguez           | ACSM Rallye Team           | Škoda Fabia RS Rally2    | H                        |
| 47                         | Carlos Moreno            | Diego Fuentes            | Automóvil Club Murcia      | Toyota GR Yaris Rally2   | H                        |
| 48                         | Giovanni Trentin         | Alessandro Franco        | MT Racing SRL              | Škoda Fabia RS Rally2    | H                        |
| 49                         | Juan Carlos Peralta      | Victor Peréz             | Juan Carlos Peralta        | Škoda Fabia RS Rally2    | H                        |
| 50                         | Uğur Soylu               | Sener Güray              | GP Garage My Team          | Škoda Fabia RS Rally2    | H                        |
| 51                         | Osamu Fukunaga           | Misako Saida             | Osamu Fukunaga             | Škoda Fabia RS Rally2    | H                        |
| 52                         | Maurizio Chiarani        | Flavio Zanella           | Maurizio Chiarani          | Škoda Fabia RS Rally2    | H                        |
| 53                         | Juan Carlos Quintana     | Jonathan Hernández       | Escudería Maspalomas       | Citroën C3 Rally2        | H                        |
| 54                         | Rachele Somaschini       | Nicola Arena             | Rachele Somaschini         | Citroën C3 Rally2        | H                        |
| 56                         | Miguel Granados          | Marc Martí               | Miguel Granados            | Škoda Fabia RS Rally2    | H                        |
| 57                         | Filippo Marchino         | Pietro Elia Ometto       | Filippo Marchino           | Citroën C3 Rally2        | H                        |
| 58                         | Eamonn Boland            | Michael Joseph Morrissey | Eamonn Boland              | Ford Fiesta Rally2       | H                        |
| World Rally Championship 3 |                          |                          |                            |                          |                          |
| 59                         | Arthur Pelamourges       | Bastien Pouget           | Arthur Pelamourges         | Renault Clio Rally3      | H                        |
| 60                         | Ghjuvanni Rossi          | Kylian Sarmezan          | Ghjuvanni Rossi            | Ford Fiesta Rally3       | H                        |
| 61                         | Mattéo Chatillon         | Maxence Cornuau          | Mattéo Chatillon           | Renault Clio Rally3      | H                        |
| 62                         | Takumi Matsushita        | Pekka Kelander           | Toyota Gazoo Racing WRT NG | Renault Clio Rally3      | H                        |
| 63                         | Shotaro Goto             | Jussi Lindberg           | Toyota Gazoo Racing WRT NG | Renault Clio Rally3      | H                        |
| 64                         | Nataniel Bruun           | Pablo Olmos              | Nataniel Bruun             | Ford Fiesta Rally3       | H                        |
| 65                         | Igor Widłak              | Michał Marczewski        | Igor Widłak                | Ford Fiesta Rally3       | H                        |
| 66                         | Santiago Pérez Dorta     | Benito Sacramento Gorrín | C.D. Todo Sport            | Renault Clio Rally3      | H                        |
| Fuente: ewrc-results.com   |                          |                          |                            |                          |                          |

## Itinerario
| Día                      | Tramo | Nombre                     | Distancia | Ganador de la etapa                          | Automóvil                                                     | Tiempo  | Líder de la general |
| ------------------------ | ----- | -------------------------- | --------- | -------------------------------------------- | ------------------------------------------------------------- | ------- | ------------------- |
| Día 1 (24 de abril)      | -     | Santa Brígida (Shakedown)  | 6.26 km   | Kalle Rovanperä                              | Toyota GR Yaris Rally1                                        | 4:10.0  | -                   |
| Día 2 (25 de abril)      | SS1   | Valsequillo - Telde 1      | 26.32 km  | Kalle Rovanperä                              | Toyota GR Yaris Rally1                                        | 15:43.0 | Kalle Rovanperä     |
| Día 2 (25 de abril)      | SS2   | Velleseco - Artenara 1     | 15.27 km  | Kalle Rovanperä                              | Toyota GR Yaris Rally1                                        | 8:59.5  | Kalle Rovanperä     |
| Día 2 (25 de abril)      | SS3   | La Aldea - Mogán 1         | 17.83 km  | Kalle Rovanperä                              | Toyota GR Yaris Rally1                                        | 10:39.5 | Kalle Rovanperä     |
| Día 2 (25 de abril)      | SS4   | Valsequillo - Telde 2      | 26.32 km  | Kalle Rovanperä                              | Toyota GR Yaris Rally1                                        | 15:39.9 | Kalle Rovanperä     |
| Día 2 (25 de abril)      | SS5   | Velleseco - Artenara 2     | 15.27 km  | Kalle Rovanperä                              | Toyota GR Yaris Rally1                                        | 8:55.5  | Kalle Rovanperä     |
| Día 2 (25 de abril)      | SS6   | La Aldea - Mogán 2         | 17.83 km  | Kalle Rovanperä                              | Toyota GR Yaris Rally1                                        | 10:34.4 | Kalle Rovanperä     |
| Día 3 (26 de abril)      | SS7   | Moya - Gáldar 1            | 24.09 km  | Kalle Rovanperä                              | Toyota GR Yaris Rally1                                        | 14:29.6 | Kalle Rovanperä     |
| Día 3 (26 de abril)      | SS8   | Arucas - Firgas - Teror 1  | 13.75 km  | Kalle Rovanperä                              | Toyota GR Yaris Rally1                                        | 7:46.2  | Kalle Rovanperä     |
| Día 3 (26 de abril)      | SS9   | Tejeda - San Mateo 1       | 23.30 km  | Kalle Rovanperä                              | Toyota GR Yaris Rally1                                        | 12:57.8 | Kalle Rovanperä     |
| Día 3 (26 de abril)      | SS10  | Moya - Gáldar 2            | 24.09 km  | Kalle Rovanperä                              | Toyota GR Yaris Rally1                                        | 14:23.8 | Kalle Rovanperä     |
| Día 3 (26 de abril)      | SS11  | Arucas - Firgas - Teror 2  | 13.75 km  | Kalle Rovanperä                              | Toyota GR Yaris Rally1                                        | 7:41.3  | Kalle Rovanperä     |
| Día 3 (26 de abril)      | SS12  | Tejeda - San Mateo 2       | 23.30 km  | Kalle Rovanperä                              | Toyota GR Yaris Rally1                                        | 12:52.9 | Kalle Rovanperä     |
| Día 3 (26 de abril)      | SS13  | Las Palmas de Gran Canaria | 1.80 km   | Elfyn Evans                                  | Toyota GR Yaris Rally1                                        | 1:33.3  | Kalle Rovanperä     |
| Día 4 (27 de abril)      | SS14  | Agüimes - Santa Lucía 1    | 14.97 km  | Kalle Rovanperä                              | Toyota GR Yaris Rally1                                        | 8:50.1  | Kalle Rovanperä     |
| Día 4 (27 de abril)      | SS15  | Maspalomas 1               | 13.47 km  | Kalle Rovanperä                              | Toyota GR Yaris Rally1                                        | 6:42.7  | Kalle Rovanperä     |
| Día 4 (27 de abril)      | SS16  | Costa Canaria              | 1.50 km   | Adrien Fourmaux Sébastien Ogier Yohan Rossel | Hyundai i20 N Rally1 Toyota GR Yaris Rally1 Citroën C3 Rally2 | 1:18.4  | Kalle Rovanperä     |
| Día 4 (27 de abril)      | SS17  | Agüimes - Santa Lucía 2    | 14.97 km  | Sébastien Ogier                              | Toyota GR Yaris Rally1                                        | 8:50.6  | Kalle Rovanperä     |
| Día 4 (27 de abril)      | SS18  | Maspalomas 2 (Power Stage) | 13.47 km  | Kalle Rovanperä                              | Toyota GR Yaris Rally1                                        | 6:39.1  | Kalle Rovanperä     |
| Fuente: ewrc-results.com |       |                            |           |                                              |                                                               |         |                     |

### Power stage
El power stage fue una etapa de 13.47 km al final del rally. Se otorgaron puntos adicionales del Campeonato Mundial a los cinco más rápidos.
| Pos. | Piloto           | Copiloto         | Coche                  | Equipo                  | Tiempo | Puntos |
| ---- | ---------------- | ---------------- | ---------------------- | ----------------------- | ------ | ------ |
| 1    | Kalle Rovanperä  | Jonne Halttunen  | Toyota GR Yaris Rally1 | Toyota Gazoo Racing WRT | 6:39.1 | 5      |
| 2    | Sébastien Ogier  | Vincent Landais  | Toyota GR Yaris Rally1 | Toyota Gazoo Racing WRT | +4.0   | 4      |
| 3    | Elfyn Evans      | Scott Martin     | Toyota GR Yaris Rally1 | Toyota Gazoo Racing WRT | +4.6   | 3      |
| 4    | Adrien Fourmaux  | Alexandre Coria  | Hyundai i20 N Rally1   | Hyundai Shell Mobis WRT | +5.7   | 2      |
| 5    | Thierry Neuville | Martijn Wydaeghe | Hyundai i20 N Rally1   | Hyundai Shell Mobis WRT | +6.1   | 1      |

## Clasificación final
| World Rally Championship   | World Rally Championship | World Rally Championship | World Rally Championship | World Rally Championship   | World Rally Championship | World Rally Championship | World Rally Championship |
| Pos.                       | Piloto                   | Copiloto                 | Automóvil                | Equipo                     | Tiempo                   | Diferencia               | Puntos                   |
| -------------------------- | ------------------------ | ------------------------ | ------------------------ | -------------------------- | ------------------------ | ------------------------ | ------------------------ |
| 1                          | Kalle Rovanperä          | Jonne Halttunen          | Toyota GR Yaris Rally1   | Toyota Gazoo Racing WRT    | 2:54:39.8                | -                        | 30                       |
| 2                          | Sébastien Ogier          | Vincent Landais          | Toyota GR Yaris Rally1   | Toyota Gazoo Racing WRT    | 2:55:33.3                | +53.5                    | 21                       |
| 3                          | Elfyn Evans              | Scott Martin             | Toyota GR Yaris Rally1   | Toyota Gazoo Racing WRT    | 2:55:56.9                | +1:17.1                  | 18                       |
| 4                          | Takamoto Katsuta         | Aaron Johnston           | Toyota GR Yaris Rally1   | Toyota Gazoo Racing WRT    | 2:56:42.7                | +2:02.9                  | 14                       |
| 5                          | Adrien Fourmaux          | Alexandre Coria          | Hyundai i20 N Rally1     | Hyundai Shell Mobis WRT    | 2:57:10.8                | +2:31.0                  | 11                       |
| 6                          | Ott Tänak                | Martin Järveoja          | Hyundai i20 N Rally1     | Hyundai Shell Mobis WRT    | 2:57:51.2                | +3:11.4                  | 8                        |
| 7                          | Thierry Neuville         | Martijn Wydaeghe         | Hyundai i20 N Rally1     | Hyundai Shell Mobis WRT    | 2:58:20.5                | +3:40.7                  | 6                        |
| 8                          | Yohan Rossel             | Arnaud Dunand            | Citroën C3 Rally2        | PH Sport                   | 3:01:50.5                | +7:10.7                  | 4                        |
| 9                          | Alejandro Cachón         | Borja Rozada             | Toyota GR Yaris Rally2   | Toyota España              | 3:02:20.0                | +7:40.2                  | 2                        |
| 10                         | Nikolay Gryazin          | Konstantin Aleksandrov   | Škoda Fabia RS Rally2    | Toksport WRT               | 3:02:38.2                | +7:58.4                  | 1                        |
| World Rally Championship 2 |                          |                          |                          |                            |                          |                          |                          |
| 1 (8.)                     | Yohan Rossel             | Arnaud Dunand            | Citroën C3 Rally2        | PH Sport                   | 3:01:50.5                | -                        | 25                       |
| 2 (9.)                     | Alejandro Cachón         | Borja Rozada             | Toyota GR Yaris Rally2   | Toyota España              | 3:02:20.0                | +29.5                    | 17                       |
| 3 (10.)                    | Nikolay Gryazin          | Konstantin Aleksandrov   | Škoda Fabia RS Rally2    | Toksport WRT               | 3:02:38.2                | +47.7                    | 15                       |
| 4 (12.)                    | Efrén Llarena            | Sara Fernández           | Citroën C3 Rally2        | Efrén Llarena              | 3:03:54.0                | +2:03.5                  | 12                       |
| 5 (13.)                    | Diego Ruiloba            | Ángel Vela               | Citroën C3 Rally2        | Diego Ruiloba              | 3:04:01.9                | +2:11.4                  | 10                       |
| 6 (14.)                    | Emil Lindholm            | Reeta Hämäläinen         | Škoda Fabia RS Rally2    | Toksport WRT               | 3:04:26.1                | +2:35.6                  | 8                        |
| 7 (15.)                    | Roberto Daprà            | Luca Guglielmetti        | Škoda Fabia RS Rally2    | Roberto Daprà              | 3:04:48.5                | +2:58.0                  | 6                        |
| 8 (18.)                    | Jan Černý                | Jan Hloušek              | Citroën C3 Rally2        | Jan Černý                  | 3:07:01.5                | +5:11.0                  | 4                        |
| 9 (19.)                    | Diego Dominguez Jr.      | Rogelio Peñate           | Toyota GR Yaris Rally2   | Diego Dominguez Jr.        | 3:07:42.1                | +5:51.6                  | 2                        |
| 10 (20.)                   | Luis Monzón              | José Carlos Déniz        | Citroën C3 Rally2        | Auto-Laca Competición      | 3:07:56.9                | +6:06.4                  | 1                        |
| World Rally Championship 3 |                          |                          |                          |                            |                          |                          |                          |
| 1 (24.)                    | Mattéo Chatillon         | Maxence Cornuau          | Renault Clio Rally3      | Mattéo Chatillon           | 3:14:39.9                | -                        | 25                       |
| 2 (25.)                    | Arthur Pelamourges       | Bastien Pouget           | Renault Clio Rally3      | Arthur Pelamourges         | 3:15:08.0                | +28.1                    | 17                       |
| 3 (27.)                    | Ghjuvanni Rossi          | Kylian Sarmezan          | Ford Fiesta Rally3       | Ghjuvanni Rossi            | 3:16:17.0                | +1:37.1                  | 15                       |
| 4 (28.)                    | Takumi Matsushita        | Pekka Kelander           | Renault Clio Rally3      | Toyota Gazoo Racing WRT NG | 3:16:39.3                | +1:59.4                  | 12                       |
| 5 (29.)                    | Shotaro Goto             | Jussi Lindberg           | Renault Clio Rally3      | Toyota Gazoo Racing WRT NG | 3:16:40.8                | +2:00.9                  | 10                       |
| 6 (40.)                    | Igor Widłak              | Michał Marczewski        | Ford Fiesta Rally3       | Igor Widłak                | 3:26:11.8                | +11:31.9                 | 8                        |
| 7 (46.)                    | Santiago Pérez Dorta     | Benito Sacramento Gorrín | Renault Clio Rally3      | C.D. Todo Sport            | 3:34:08.0                | +19:28.1                 | 6                        |
| 8 (51.)                    | Nataniel Bruun           | Pablo Olmos              | Ford Fiesta Rally3       | Nataniel Bruun             | 3:46:47.0                | +32:07.1                 | 4                        |
| Fuente: ewrc-results.com   |                          |                          |                          |                            |                          |                          |                          |